# Nyctimene minutus
Nyctimene minutus је врста сисара из реда слепих мишева и породице велики љиљци.

## Распрострањење
Индонезија је једино познато природно станиште врсте.

## Станиште
Врста Nyctimene minutus има станиште на копну.

## Угроженост
Ова врста се сматра рањивом у погледу угрожености врсте од изумирања.

### Популациони тренд
Популација ове врсте се смањује, судећи по расположивим подацима.